# Mas del Tio Tomàs
El Mas del Tio Tomàs és un mas situat al municipi d'Aldover, a la comarca catalana del Baix Ebre. Es troba arran de la carretera C-12.